# Árni Már Árnason
Árni Már Árnason (ur. 9 października 1987) – islandzki pływak, specjalizujący się w stylu dowolnym i klasycznym.
Wystartował na igrzyskach olimpijskich w Pekinie w wyścigu na 50 metrów stylem dowolnym, gdzie zajął 44. miejsce z czasem 22.81. 4 lata później wystąpił również w Londynie, gdzie w tej samej konkurencji był 31. z takim samym czasem.
Árni Már Árnason jest aktualnym rekordzistą Islandii w wyścigu na dystansie 50 m stylem dowolnym.